# Ібрагімовська сільська рада
Ібрагі́мовська сільська рада (рос. Ибрагимовский сельский совет) — муніципальне утворення у складі Чишминського району Башкортостану, Росія. Адміністративний центр — село Ібрагімово.

## Населення
Населення — 1344 особи (2019, 1561 у 2010, 1666 у 2002).

## Склад
До складу поселення входять такі населені пункти:
| Населений пункт         | Населення, осіб (2002) | Населення, осіб (2010) |
| ----------------------- | ---------------------- | ---------------------- |
| Бікеєво, село           | 534                    | 494                    |
| Вишньовка, присілок     | 93                     | 73                     |
| Ібрагімово, село        | 355                    | 344                    |
| Первомайський, присілок | 381                    | 374                    |
| Петряєво, село          | 272                    | 255                    |
| Ріп'євка, присілок      | 31                     | 21                     |